# 諸国瀧廻り

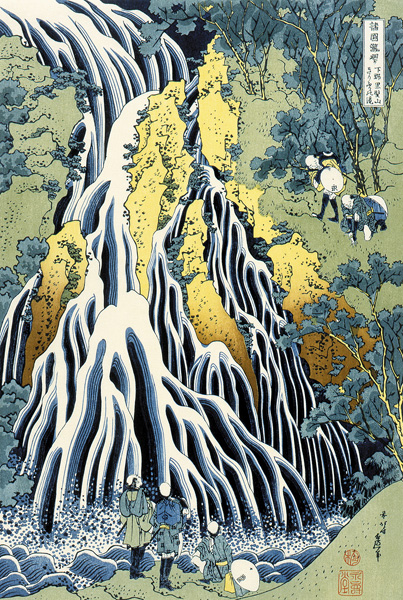
『諸国瀧廻り』
下野黒髪山きりふりの滝

『諸国瀧廻り』（しょこくたきめぐり）は、天保4年（1833年）ごろに江戸の版元西村屋与八から刊行された葛飾北斎の作画による錦絵（木版の浮世絵）である。全国津々浦々の瀑布を描いた全八図から成る揃物で、水という捉えどころの対象の形態変化について描き分けられている。世に広く知られた名瀑のみを描いているわけではない、という点が他の名所絵と異なる特徴であるとされる。

## 背景
葛飾北斎は文政8年（1825年）から天保8年（1837年）にかけて刊行された植田孟縉の地誌『日光山志』に谷文晁、渡辺崋山、喜多武清、二代目柳川重信らとともに挿絵を寄せている。『日光山志』に提供する滝絵のために日光の名瀑である華厳の滝、霧降の滝を観覧し、「龍頭の滝」という表題の二図を描いた。こうした経験から北斎は様々な様態の水を表現したいという意欲が芽生えた。一方版元の西村屋与八も『千絵の海』シリーズを刊行した森屋治兵衛に刺激を受けており、北斎の揃物錦絵を取り扱いたいという目論見があったとされ、思惑が合致したことで『諸国瀧廻り』刊行に繋がったのではないかとされている。

## 作品
全八図から成る揃物で、それぞれ「和州吉野義経馬洗滝」「下野黒髪山きりふきの滝」「木曽海道小野ノ瀑布」「木曽路ノ奥阿彌陀ヶ瀧」「相州大山ろうべんの滝」「東海道坂ノ下清滝くわんおん」「東都葵ヶ岡の滝」「美濃ノ国養老の滝」と題される。中国の山水画の様式や構図を採用した漢画風の作品であり、北宋様式と呼ばれる下から上を見上げる構図（高遠）や山前から山後奥をうかがう構図（深遠）などの描法が試行されている。また、「ベロ藍」と呼ばれた輸入化学染料（紺青）が惜しみなく使用され、鮮烈な青で滝を流れる水を表現している。山岳信仰の聖地、観音様が祀られる滝など、民間信仰の対象となっている地を作画対象として選定している。

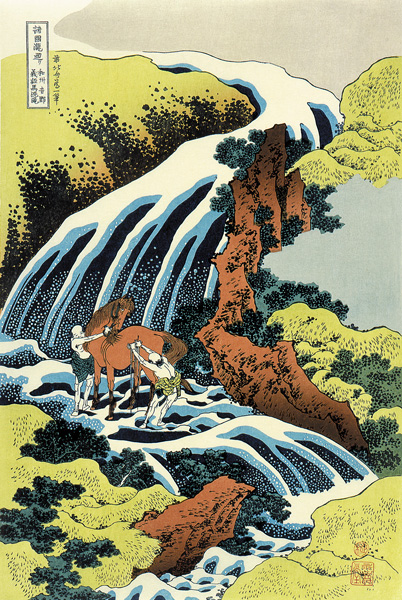
和州吉野義経馬洗滝

### 和州吉野義経馬洗滝
源義経がかつて馬を洗ったという伝承が残されているとされる、奈良県吉野郡下市町にある行者の瀧あるいは知行の瀧と呼ばれる滝をモチーフにしていると見られ、水量豊富な滝が蛇行しながら流れる場所で馬を洗う二人の男が描かれている。

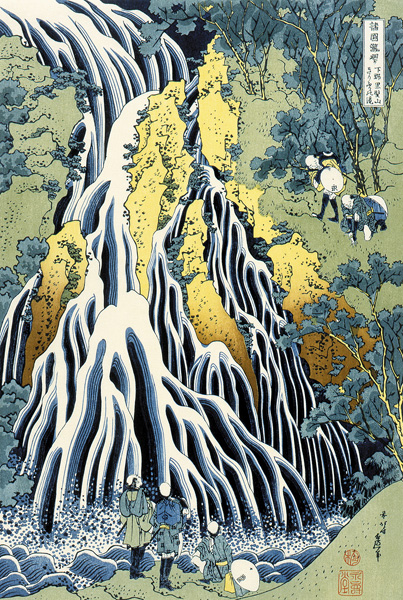
下野黒髪山きりふりの滝

### 下野黒髪山きりふきの滝
日光三名瀑のひとつである霧降の滝と、それを見上げる日光東照宮へ参詣あるいは帰宅する途上の旅人たちを描いている。男体山の別称である黒髪山から着想したのか、流れ落ちる流水は女性の黒髪を思わせるタッチで描画している。北斎は本図制作の二年ほど前に日光へ旅した可能性があり、霧降の滝をスケッチできたかもしれない。滝は実際には上下二段に分かれるが、画面には左上の上滝と右上から流れる下滝を詰め込む。張り出した岩にぶつかって分裂する白と藍の筋目模様と緑の木々、黄色い岩肌が鮮やかなコントラストで構成されている。

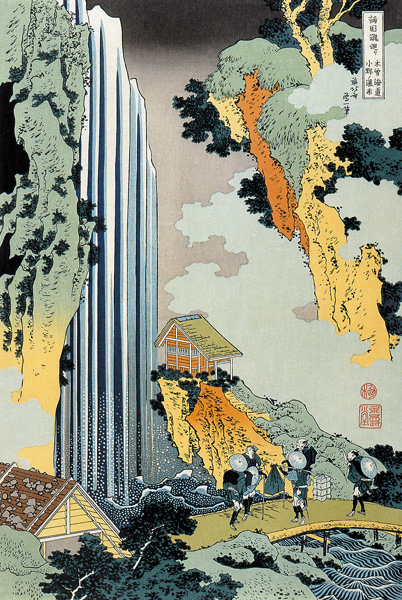
木曽海道小野ノ瀑布

### 木曽海道小野ノ瀑布
長野県木曽郡上松町にある木曾八景のひとつ、小野の滝をモチーフにしたと見られる。画面左上から右下の岩場へ向かってダイナミックに落下する滝を見上げる人々の様子が描かれ、滝の高さや雄大さを演出している。

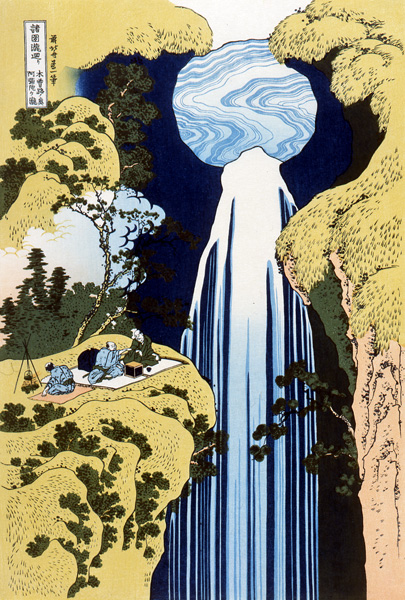
木曽路ノ奥阿彌陀ヶ瀧

### 木曽路ノ奥阿彌陀ヶ瀧
長良川の源流のひとつである岐阜県郡上市にある阿弥陀ケ滝をモチーフにしていると見られ、円形のなだらかな渓流から突然直線的に流れ落ちる滝を描いている。手前には、そんなダイナミックな滝の音を肴に酒を酌み交わす三人の男性を描いている。美濃の山中深くにある滝で、北斎は実際に訪れてはいないのではないかと指摘されている。

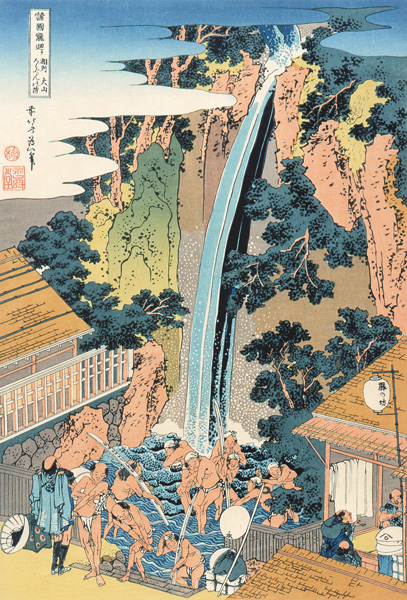
相州大山ろうべんの滝

### 相州大山ろうべんの滝
神奈川県の大山を流れる滝がモチーフとされ、滝の名を大山寺を開山した良弁にちなんだ「ろうべんの滝」としている。大山詣りで滝に入って水垢離をする人々とこれから納められる白木の大太刀を描いている。

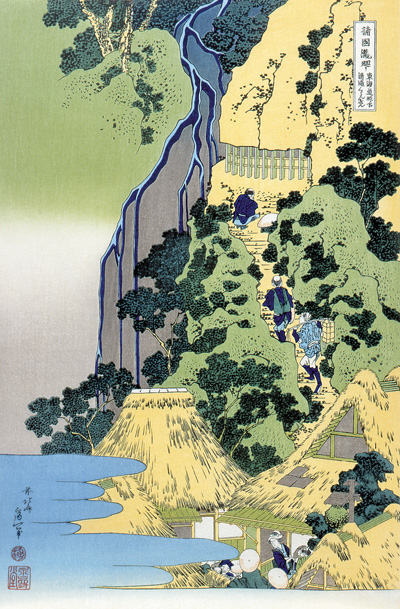
東海道坂ノ下清滝くわんおん

### 東海道坂ノ下清滝くわんおん
三重県亀山市から滋賀県甲賀市に向けて進む鈴鹿峠の宿場と近くを流れる小さな滝を描いている。画面前面の掛小屋から少し石段を昇った先には竹の格子が嵌め込まれた岩屋があり、表題の「くわんおん」（観音）が祀られている。内田は北宋初期の画家范寛が描いた『谿山行旅図』の影響が見られると指摘している。

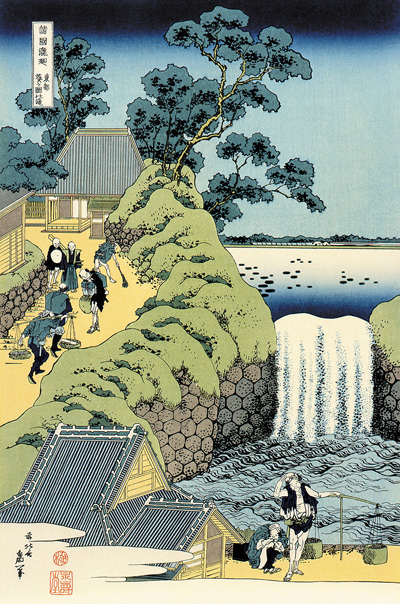
東都葵ヶ岡の滝

### 東都葵ヶ岡の滝
モチーフとした葵ヶ岡の滝は、東京都港区虎ノ門にあったとされる。溜池の堰から流れ出した人工滝で、その水音から住民には「どんどん」と呼称されていた。天秤棒を降ろして休息する人の姿など、江戸の日常が窺える風景画となっている。

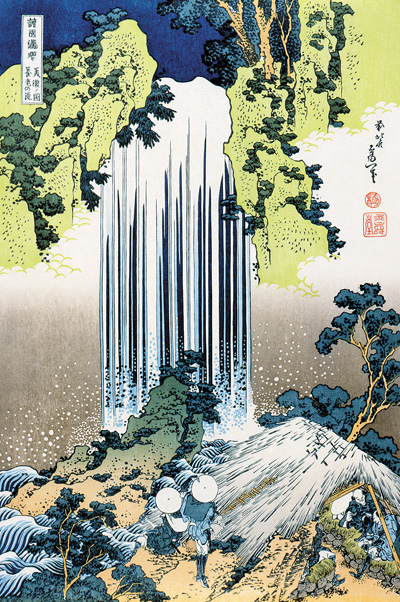
美濃ノ国養老の滝

### 美濃ノ国養老の滝
岐阜県養老郡養老町にある、水が酒に変わったという伝承のある滝をモチーフに描いたと見られ、滝と滝壺から上がる水飛沫やうねりを上げる川など水の様々な形態を一画面に収めている。